# Cyborg Abreu
Roberto de Abreu Filho, (nascido em Campo Grande no dia 20 de dezembro de 1980) mais conhecido como "Cyborg" Abreu, é um lutador brasileiro de grappling e instrutor. Heptacampeão mundial do Campeonato Mundial de Jiu-Jitsu No-Gi IBJJF, Abreu é reconhecido pela posição "guarda tornado", que consiste em se inverter sob o oponente e elevá-lo para realizar uma raspagem. 

## Carreira no grappling
Roberto de Abreu Filho cresceu no interior do Brasil e foi afiliado à equipe Nova Geração.
Em 2000, Abreu sofreu um acidente de carro que resultou em 300 pontos em seu braço esquerdo. Os médicos afirmaram que ele não conseguiria mais movê-lo, mas, apenas quatro meses depois, ele conquistou a medalha de prata no Campeonato Brasileiro. Seu treinador comentou que apenas um cyborg poderia se recuperar tão rapidamente, e o apelido "Cyborg" passou a acompanhá-lo desde então.
Abreu é um competidor e treinador de Jiu-Jitsu Brasileiro muito ativo, com vários títulos, incluindo medalhas de ouro nos Campeonato Mundial de Jiu-Jitsu No-Gi IBJJF da IBJJF de 2010, 2011, 2012, 2017, 2019 e 2021. Ele também venceu o título absoluto do  ADCC em 2013.

### 2023-2024
Em 8 de março de 2023, Cyborg recebeu uma suspensão de três anos da Agência Antidoping dos Estados Unidos (USADA) após falhar em um teste antidoping realizado em 20 de dezembro de 2022 por uso de substâncias para melhora de desempenho durante o Campeonato Mundial de Jiu-Jitsu No-Gi IBJJF de 2022. Abreu deixou a competição mais cedo e foi testado fora do local do evento. Ele testou positivo para testosterona exógena e metabólitos (esteroides). Sua suspensão começou retroativamente em 25 de janeiro de 2023.
Abreu foi convidado para competir no Grand Prix Absoluto do BJJ Stars 10 em 22 de abril de 2023. Ele perdeu para Mauricio Oliveira por pontos na primeira rodada. Abreu estava programado para competir contra  Nicholas Meregali no UFC Fight Pass [en] 4 em 29 de junho de 2023. Ele perdeu a luta por finalização de armlock no tempo extra do EBI.
Abreu competiu contra Anton Minenko no co-main event do ADXC 1 em 20 de outubro de 2023. Ele venceu a luta por decisão unânime.
Abreu enfrentou Henrique Cardoso no co-main event do ADXC 3 em 2 de março de 2024. Ele perdeu a luta por decisão.
Abreu foi convidado para competir na divisão até 99kg do Campeonato Mundial ADCC 2024 [en] de 17 a 18 de agosto de 2024. Ele venceu tanto Daishi Goto quanto Javier Zaruski [en] por decisão, avançando para as semifinais, onde foi finalizado por  Kaynan Duarte. Ele derrotou Michael Pixley por pontos para conquistar a medalha de bronze. Abreu também participou da divisão absoluta, onde venceu Luiz Paulo, Izaak Michell e Giancarlo Bodoni por pontos antes de ser finalizado por {ill|en|Kaynan Duarte}} na final, conquistando a medalha de prata.
Abreu competiu contra Haisam Rida [en] no evento principal do ADXC 8 em 6 de dezembro de 2024. Ele perdeu a luta por decisão.

## Fight Sports
Abreu atualmente mora em Miami, Estados Unidos, onde administra sua academia Fight Sports [en], treinando diversos atletas de alto nível no Jiu-Jitsu Brasileiro.
Em 2020, um faixa-preta de BJJ sob a orientação de Abreu e instrutor na Fight Sports Naples, Marcel Goncalves, foi acusado de agressão sexual por um de seus alunos, que tinha 16 anos na época do incidente. Inicialmente, Abreu recebeu duras críticas pela forma como lidou com as alegações e pelos comentários que fez antes de, eventualmente, divulgar uma declaração adicional denunciando as ações de Goncalves. Desde então, Abreu também foi nomeado em uma ação civil sobre o mesmo assunto, onde ele e a Fight Sports LLC foram acusados de "falha em supervisionar adequadamente seus treinadores e instrutores e falha em cuidar adequadamente de menores vulneráveis treinando nas academias da Fight Sports." Em 17 de junho de 2023, uma sentença sumária foi emitida no caso, que decidiu a favor de Abreu e da Fight Sports.
Em 2023, uma segunda ação judicial por agressão sexual nomeou tanto Abreu quanto a Fight Sports LLC, decorrente de um incidente envolvendo outra academia afiliada. Mandy Schneider foi supostamente agredida sexualmente por Rodrigo da Costa Oliveira, o treinador da Rockstar Martial Arts Gym em Frisco, Texas, em um quarto de hotel. A ação judicial afirmou que Schneider informou aos gerentes da academia, mas eles não contaram aos pais dela nem às autoridades, em vez disso, ordenaram que ela ficasse em silêncio. A ação judicial alegou que "As falhas repetidas de Roberto Abreu e da Fight Sports em garantir a segurança dos atletas menores de idade criaram um ambiente propício para tais abusos."

## Vida pessoal
Abreu foi escalado para interpretar Fábio Gurgel no filme The Smashing Machine.

## Conquistas no Jiu-Jitsu Brasileiro
Principais Conquistas (Faixa Preta):
- Campeão do ADCC World (2013[a])[32]
- Campeão Mundial No-Gi IBJJF (2021 / 2019 / 2017 / 2012 / 2011 / 2010[b])
- Campeão do Pan IBJJF (2008 / 2022)
- Campeão Europeu IBJJF (2005)
- Campeão do Grand Prix IBJJF (2019)
- Campeão Mundial Masters IBJJF (2018)
- Vencedor do Grand Prix Kasai Pro 264 lbs (2020)
- Campeão Grappling Pro (2016)
- 2º Lugar no Campeonato Mundial ADCC (2009)
- 2º Lugar no Campeonato Mundial IBJJF (2010)
- 2º Lugar no Campeonato Mundial No-Gi (2021[a] / 2019[a] / 2008)
- 2º Lugar no Pan IBJJF (2009)
- 2º Lugar no Campeonato Brasileiro CBJJ (2007)
- 2º Lugar no AJP King of Mats (2018)
- 3º Lugar no Campeonato Mundial ADCC (2017[33]/2013/2011)
- Campeão Nacional de Luta Brasileira (Membro da equipe nacional brasileira).[34]
- No Gi Grappler do Ano no JitsMagazine BJJ Awards 2020[35]
- No-Gi Grappler do Ano pelo FloGrappling (2020)[36]

## Ver Também
- Carlos Lemos Júnior
- Gabi Pessanha
- Luiza Monteiro
- Megaton Dias
- Tainan Dalpra
- Carlos Gracie Jr.
- Gracie Barra
- Tayane Porfírio
- Braulio Estima
- Mikey Musumeci
- André Galvão
- Laurence Cousin

## Links Externos
- Interview with Roberto "Cyborg" Abreu
- Roberto "Cyborg" Abreu on BJJ Heroes
- Roberto "Cyborg" Abreu on FloGrappling
- A Martial Arts Star Is Criticized for His Handling of Abuse Cases (New York Times)